# Ministerio de Asuntos de la Mujer
Ministerio de Asuntos de la Mujer (en pastún: :د ښځو چارو وزارت‎ - en persa: : وزارت امور زنان ‎) fue un ministerio de República Islámica de Afganistán. Fue establecido a finales de 2001 por la Administración Interina Afgana, según fue acordado en el acuerdo de Bonn, y fue disuelto en 2021 tras la asunción del poder por parte de los Talibanes. Durante su existencia, el ministerio fue la organización líder en la promoción de los derechos de las mujeres en Afganistán.

## Historia
Hacia el año 1943, durante el reinado de Zahir Shah, un sindicato de mujeres de veinte miembros estableció una institución llamada Gran Organización de Mujeres, para organizar, capacitar y educar a las mujeres afganas, en el centro de la ciudad de Kabul (en un edificio al este del actual Hotel Serena de Kabul). Dos años más tarde, en 1945, por propuesta y seguimiento de Bibi Zainab, hermana del difunto rey Amanulá Khan, se compró un terreno en el área de Shahr-e-Naw de la ciudad de Kabul (la ubicación actual de MoWA) para esta organización, en la cual se construyeron jardín de infantes, una escuela, un cine y oficinas. El cine se llamaba Zainab Cinema. En la escuela Gran Organización de Mujeres, bajo la dirección de la Sra. Ruqia, las mujeres casadas, que no pudieron continuar su educación debido a varios problemas, podían aquí continuaron su educación.
En 1963, esta organización se incorporó al Ministerio de Trabajo y Asuntos Sociales y se llamó Asociación de Mujeres, que continuó sus actividades hasta 1978 bajo la dirección de Humaira Noorzai, Kobra Noorzai, Saleha Etemadi y la Dra. Nilab Mobarez, respectivamente.
En 1978, el nombre de la Asociación de Mujeres se cambió a Club Central de Mujeres. En 1986, este club se transformó en Asociación Central de Mujeres, que continuó sus actividades bajo este nombre hasta 1991.
Después de los eventos del 27 de abril de 1978, el Consejo General de Mujeres se formó como una organización sociopolítica, dirigida por la Dra. Anahita Ratebzad; Esta organización fue apoyada por el gobierno. La Asociación Central de Mujeres, que tenía 360 miembros, se convirtió en una segunda división de este consejo. El Consejo General de la Mujer tenía actividades sociales y políticas entre las mujeres. Este consejo estableció sus sucursales en la capital y provincias. Las damas que dirigían el Consejo General de Mujeres fueron: Feroza Marjan, Masuma Esmati Wardak, Soraya, Belqis Tabesh, Jamila Nahid, Guljan, Shahla Sherzad, Tahera Dardmal y Fawzia Nekzad. Las actividades de la Asociación de Mujeres fueron principalmente capacitación vocacional, tales como costura de telas, tejido de alfombras, mecanografía, confección de flores, salón de belleza, decoración interna, costura, etc., que se limitaron a la ciudad de Kabul.
En 1991, cuando los Muyahidín llegó al poder en Kabul, la Gran Organización de Mujeres fue restaurada, y primero dirigida por Mahbooba Hoquqmal y luego por Qudria Yazdanparast.
En 1994, paralelamente a la Organización General de Mujeres, el Ministerio de Trabajo y Asuntos Sociales restableció la Asociación de Mujeres en su estructura organizativa, que continuó sus actividades hasta octubre de 1996.
En octubre de 1996, los talibanes ingresaron a Kabul, y a las mujeres y niñas se les prohibió ir a la escuela o trabajar. Los talibanes incorporaron la Gran Organización de Mujeres con la Asociación de Mujeres, y contrataron hombres en lugar de mujeres. El régimen talibán se derrumbó en 2001. El Ministerio de Asuntos de la Mujer se estableció de acuerdo con los acuerdos de la Conferencia de Bonn y se convirtió en parte del ejecutivo de la Administración Provisional. Los empleados masculinos y femeninos de la Gran Organización de Mujeres y la Asociación de Mujeres fueron reclutados y recontratados. MoWA transformó su estrategia de actividades de caridad a la formulación de políticas nacionales.
Este Ministerio tiene nueve departamentos centrales y 34 departamentos provinciales. La primera regulación procesal de MoWA como institución central fue aprobada por la decisión n.º 3 del 05.04.2004 del Consejo de Ministros, y aprobada por el Decreto n.º 26 del 24.05.2004 del Presidente del Estado Islámico de Transición de Afganistán en 4 capítulos y 24 artículos. El artículo tres de este reglamento establece que: MoWA tiene la responsabilidad sobre la implementación de la política política y social del gobierno para asegurar y expandir los derechos legales de las mujeres y garantizar el estado de derecho en sus vidas dentro de su área de actividad.
En 2021, tras la victoria de los Talibanes, el nuevo gobierno suprimió el Ministerio y creó en su lugar el Ministerio para la Propagación de la Virtud y la Prevención del Vicio.

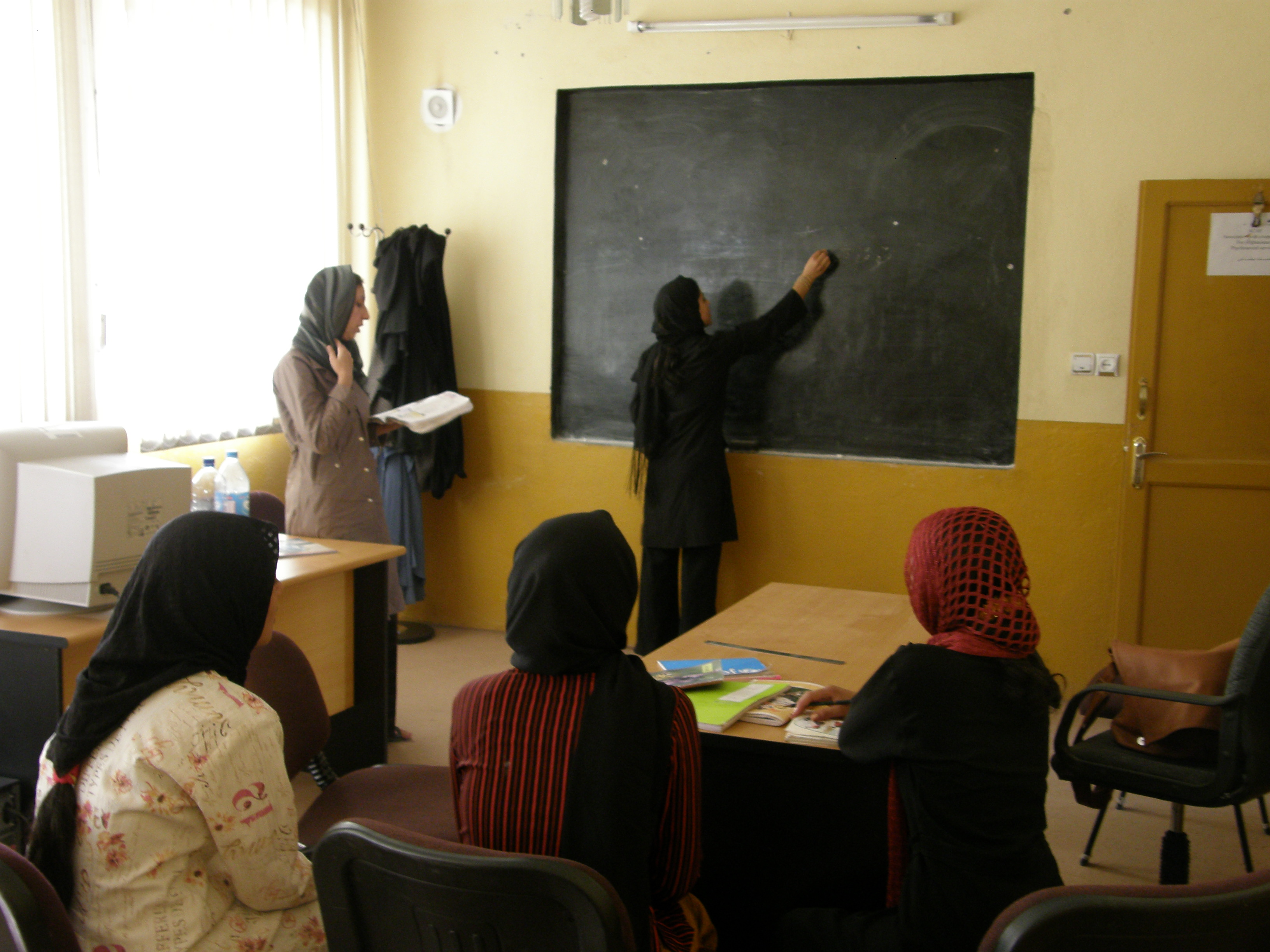
Ministerio de Asuntos de la Mujer Herat Clases de alfabetización a mujeres auto-inmoladas junio de 2008

## Visión del Ministerio de Asuntos de la Mujer
Durante la existencia del Ministerio, Afganistán se definía como un país progresista y pacífico donde todos los hombres y mujeres se benefician de la seguridad, la igualdad de derechos y oportunidades en diferentes aspectos de la vida.

### Estrategia del Ministerio de Asuntos de la Mujer
Eliminar la discriminación contra las mujeres, el desarrollo de los recursos humanos de las mujeres, promoviendo el liderazgo de las mujeres para asegurar su participación igualitaria e integral en todos los aspectos de la vida.

### Misión del Ministerio de Asuntos de la Mujer
Todas las secciones, instituciones y personas son responsables de incluir los asuntos de las mujeres y las preocupaciones de igualdad de género en la función del gobierno, desde el desarrollo de políticas hasta la elaboración de presupuestos, la planificación, los proyectos, los servicios, las actividades, así como la contratación, orientación, promociones, privilegios y oportunidades y el Ministerio. de Asuntos de la Mujer monitorea este proceso.

### Propósitos principales del Ministerio de Asuntos de la Mujer
- Eliminación de la discriminación contra la mujer.
- Desarrollo de recursos humanos de las mujeres.
- Participación de mujeres en liderazgo y toma de decisiones.

### Objetivos principales del Ministerio de Asuntos de la Mujer
- Eliminar cualquier signo de violencia contra la mujer promoviendo la conciencia de las mujeres y capacitándolas.
- Reducción de la pobreza, el desempleo y la tasa de mortalidad femenina.
- Incorporación de la perspectiva de género en las instituciones gubernamentales y la sociedad brindando oportunidades para el progreso de las mujeres.
- Empoderamiento de las mujeres para la gestión y el liderazgo.
- Promover la participación y efectividad de las mujeres en la prestación de servicios públicos.
- Promover el acceso de las mujeres al empleo, la educación, la justicia, la información y los medios de comunicación.

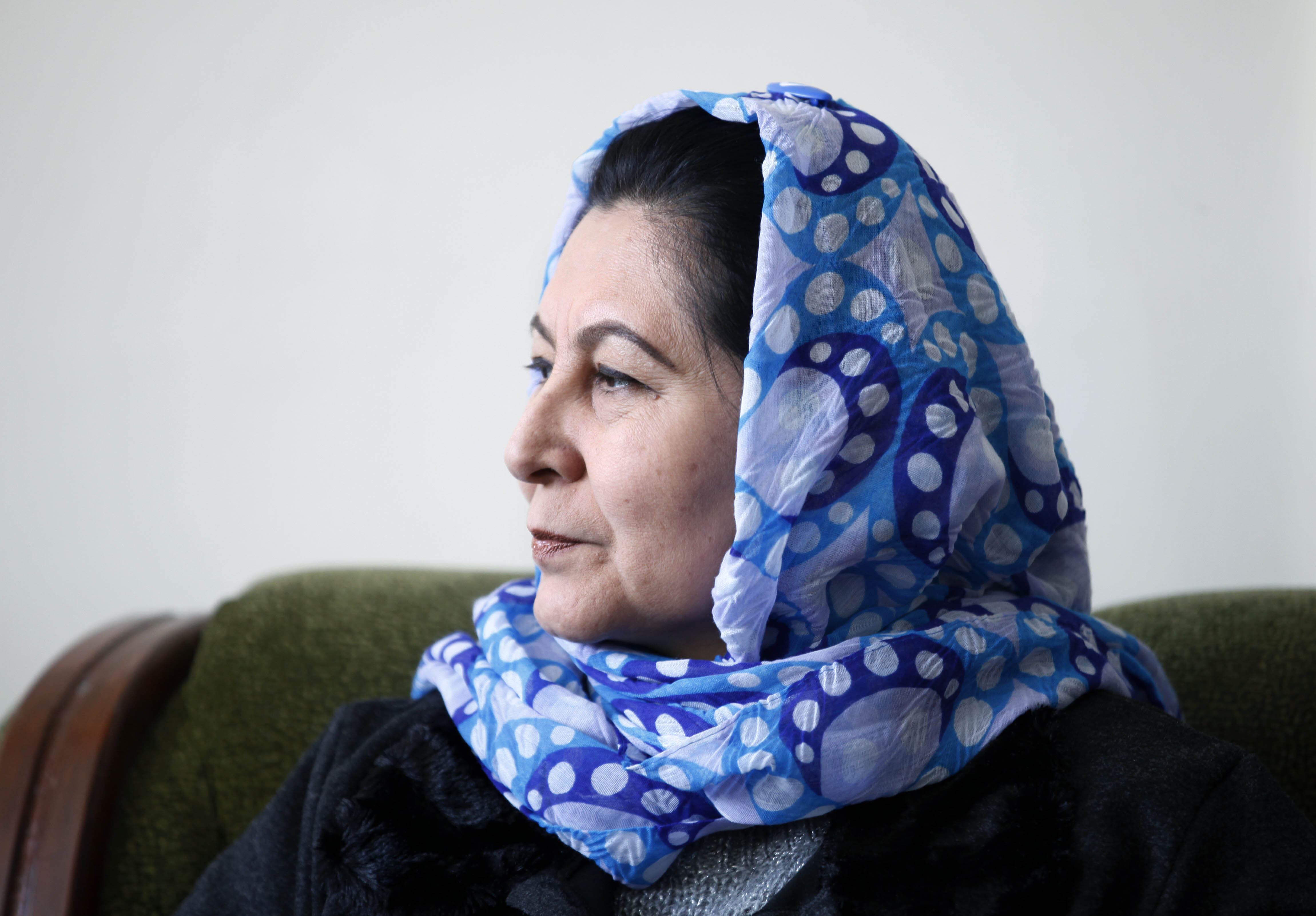
Husn Banu Ghazanfar, Ministra de Asuntos de la Mujer entre 2006 y 2015.

## Protección legal
Con la adopción de la Constitución de 2004, que definía el sistema legal y los criterios del país, este ministerio desarrollaba y ampliaba su trabajo dentro del marco constitucional para promover la igualdad de género en el país. Se mantuvo en contacto con el Ministerio de Justicia y la Comisión de Reforma Judicial para garantizar que los derechos humanos de las mujeres fueran reconocidos y protegidos explícitamente en el sistema judicial y se cumplieran las normas establecidas en los instrumentos internacionales de derechos humanos.

## Ministras
La primera ministra de Asuntos de la Mujer fue Sima Samar, quien ocupó este cargo desde 2001 hasta principios de 2003. 
| Fecha       | Nombre                   | Viceministra   | Comentarios |
| ----------- | ------------------------ | -------------- | --- |
| 2001 - 2003 | Sima Samar               | Shafiqa Yarqin | Se convirtió en la primera ministra del Ministerio de Asuntos de la Mujer de Afganistán.                                                    |
| 2003 - 2004 | Habiba Sarabi            | Soraya Sobhran | |
| 2004 - 2006 | Massouda Jalal           | Mazari Safa    | |
| 2006 - 2006 | Soraya Rahim Sobhrang    |                | Fue nombrada como sucesora de Jalal, pero la Cámara Baja no aprobó su candidatura y el presidente Hamid Karzai se vio obligado a cambiarla. |
| 2006 - 2015 | Dra. Husn Banu Ghazanfar |                | |
| 2015 - 2021 | Delbar Nazari            |                | Última ministra del Departamento. |